# 赫米蒂奇鎮區 (密蘇里州希科里縣)
赫米蒂奇鎮區（英語：Hermitage Township）是位於美國密蘇里州希科里縣的一個行政鎮區。

## 地方資料
赫米蒂奇鎮區的面積為46.68平方千米，當中陸地面積為46.60平方千米，而水域面積為0.08平方千米。根據2020年美國人口普查的數據，當地共有人口1143人，而人口密度為每平方千米24.49人。